# 第18回全米映画俳優組合賞
18th SAG Awards

2012年1月29日
キャスト賞 - 映画: 

ヘルプ 〜心がつなぐストーリー〜
キャスト賞 - ドラマ・シリーズ: 

ボードウォーク・エンパイア 欲望の街
キャスト賞 - コメディ・シリーズ: 

モダン・ファミリー
第18回全米映画俳優組合賞は、2011年の映画とテレビの演技に対して贈られる賞であり、授賞式は2012年1月29日にロサンゼルスのシュライン・オーディトリアムで行われた。TNTとTBSによって放送された。
候補者は2011年12月14日にレジーナ・キングとジュディ・グリアによってロサンゼルスのパシフィック・デザイン・センターのシルヴァー・スクリーン・シアターで発表された。

## 候補者及び受賞者一覧

### 生涯功労賞
- メアリー・タイラー・ムーア

### 映画

#### 主演男優賞
- ジャン・デュジャルダン - 『アーティスト』 - ジョージ・ヴァレンタイン役
  - デミアン・ビチル - 『明日を継ぐために』 - カーロス・ガリンドー役
  - ジョージ・クルーニー - 『ファミリー・ツリー』 - マット・キング役
  - レオナルド・ディカプリオ - 『J・エドガー』 - ジョン・エドガー・フーヴァー役
  - ブラッド・ピット - 『マネーボール』 - ビリー・ビーン役

#### 主演女優賞
- ヴィオラ・デイヴィス - 『ヘルプ 〜心がつなぐストーリー〜』 - アイビリーン・クラーク役
  - グレン・クローズ - 『アルバート氏の人生』 - アルバート・ノッブス役
  - メリル・ストリープ - 『マーガレット・サッチャー 鉄の女の涙』 - マーガレット・サッチャー役
  - ティルダ・スウィントン - 『少年は残酷な弓を射る』 - エヴァ・カチャドリアン役
  - ミシェル・ウィリアムズ - 『マリリン 7日間の恋』 - マリリン・モンロー役

#### 助演男優賞
- クリストファー・プラマー - 『人生はビギナーズ』 - ハル・フィールズ役
  - ケネス・ブラナー - 『マリリン 7日間の恋』 - ローレンス・オリヴィエ役
  - アーミー・ハマー - 『J・エドガー』 - クライド・トルソン役
  - ジョナ・ヒル - 『マネーボール』 - ピーター・ブランド役
  - ニック・ノルティ - Warrior - パディ・コンロン役

#### 助演女優賞
- オクタヴィア・スペンサー - 『ヘルプ 〜心がつなぐストーリー〜』 - ミニー・ジャクソン役
  - ベレニス・ベジョ - 『アーティスト』 - ペピィ・ミラー役
  - ジェシカ・チャステイン - 『ヘルプ 〜心がつなぐストーリー〜』 - セリア・フット役
  - メリッサ・マッカーシー - 『ブライズメイズ 史上最悪のウェディングプラン』 - メイガン役
  - ジャネット・マクティア - 『アルバート氏の人生』 - ヒューバート・ペイジ役

#### キャスト賞
- 『ヘルプ 〜心がつなぐストーリー〜』
ジェシカ・チャステイン、ヴィオラ・デイヴィス、ブライス・ダラス・ハワード、アリソン・ジャニー、クリス・ローウェル、アーナ・オライリー、シシー・スペイセク、オクタヴィア・スペンサー、メアリー・スティーンバージェン、エマ・ストーン、シシリー・タイソン、マイク・ヴォーゲル
  - 『アーティスト』
ベレニス・ベジョ、ジャン・デュジャルダン、ジェームズ・クロムウェル、ジョン・グッドマン、ペネロープ・アン・ミラー
  - 『ブライズメイズ 史上最悪のウェディングプラン』 
ローズ・バーン、ジル・クレイバーグ、エミリー・ケンパー、マット・ルーカス、メリッサ・マッカーシー、ウェンディ・マクレンドン＝コーヴィ、クリス・オダウド、マーヤ・ルドルフ、クリステン・ウィグ
  - 『ファミリー・ツリー』
ボー・ブリッジス、ジョージ・クルーニー、ロバート・フォスター、ジュディ・グリア、マシュー・リラード、シェイリーン・ウッドリー
  - 『ミッドナイト・イン・パリ』
キャシー・ベイツ、エイドリアン・ブロディ、カーラ・ブルーニ、マリオン・コティヤール、レイチェル・マクアダムス、マイケル・シーン、オーウェン・ウィルソン

#### スタント・アンサンブル賞
- 『ハリー・ポッターと死の秘宝 PART2』
  - 『アジャストメント』
  - 『カウボーイ & エイリアン』
  - 『トランスフォーマー/ダークサイド・ムーン』
  - 『X-MEN:ファースト・ジェネレーション』

### テレビ

#### 男優賞（テレビ映画・ミニシリーズ部門）
- ポール・ジアマッティ - Too Big to Fail - ベン・バーナンキ役
  - ローレンス・フィッシュバーン - Thurgood - サーグッド・マーシャル役
  - グレッグ・キニア - 『ケネディ家の人びと』 - ジョン・F・ケネディ役
  - ガイ・ピアース - 『ミルドレッド・ピアース 幸せの代償』 - モンティ・ベラゴン役
  - ジェームズ・ウッズ - Too Big to Fail - リチャード・ファルド役

#### 女優賞（テレビ映画・ミニシリーズ部門）
- ケイト・ウィンスレット - 『ミルドレッド・ピアース 幸せの代償』 - ミルドレッド・ピアース役
  - ダイアン・レイン - Cinema Verite - パット・ラウド役
  - マギー・スミス - 『ダウントン・アビー』 - 先代グランサム伯爵未亡人バイオレット役
  - エミリー・ワトソン - Appropriate Adult - ジャネット・リーチ役
  - ベティ・ホワイト - Hallmark Hall of Fame: The Lost Valentine - キャロライン・トマス役

#### 男優賞（ドラマシリーズ部門）
- スティーヴ・ブシェミ - 『ボードウォーク・エンパイア 欲望の街』 - ナッキー・トンプソン役
  - パトリック・J・アダムス - 『SUITS/スーツ』 - マイク・ロス役
  - カイル・チャンドラー - Friday Night Lights - エリック・テイラー役
  - ブライアン・クランストン - 『ブレイキング・バッド』 - ウォルター・ホワイト役
  - マイケル・C・ホール - 『デクスター 警察官は殺人鬼 - デクスター・モーガン役

#### 女優賞（ドラマシリーズ部門）
- ジェシカ・ラング - 『アメリカン・ホラー・ストーリー』 - コンスタンス
  - キャシー・ベイツ -『ハリーズ・ロー 裏通り法律事務所』 - ハリエット・"ハリー"・コーン役
  - グレン・クローズ - 『ダメージ』 - パティ・ヒューズ役
  - ジュリアナ・マルグリーズ - 『グッド・ワイフ』 - アリシア・フロリック役
  - キーラ・セジウィック - 『クローザー』 - ブレンダ・リー・ジョンソン役

#### 男優賞（コメディシリーズ部門）
- アレック・ボールドウィン - 『30 ROCK/サーティー・ロック』 - ジャック・ドナギー役
  - タイ・バーレル - 『モダン・ファミリー』 - フィル・ダンフィー役
  - スティーヴ・カレル - 『ザ・オフィス』 - マイケル・スコット役
  - ジョン・クライヤー - 『チャーリー・シーンのハーパー★ボーイズ』 - アラン・ハーパー役
  - エリック・ストーンストリート - 『モダン・ファミリー』 - キャメロン・タッカー役

#### 女優賞（コメディシリーズ部門）
- ベティ・ホワイト - Hot in Cleveland - エルカ・オストロフスキー役
  - ジュリー・ボーウェン - 『モダン・ファミリー』 - クレア・ダンフィー役
  - イーディ・ファルコ - 『ナース・ジャッキー』 - ジャッキー・ペイトン役
  - ティナ・フェイ - 『30 ROCK/サーティー・ロック』 - リズ・レモン役
  - ソフィア・ヴェルガラ - 『モダン・ファミリー』 - グロリア・プリチェット役

#### アンサンブル賞（ドラマシリーズ部門）
- 『ボードウォーク・エンパイア 欲望の街』
スティーヴ・ブシェミ、ドミニグ・チアニーズ、ロバート・クロヘシー、ダブニー・コールマン、チャーリー・コックス、ジョシー・ガッリーナ、ルーシー・ガッリーナ、スティーヴン・グレアム、ジャック・ヒューストン、アンソニー・ラチューラ、ヘザー・リンド, ケリー・マクドナルド, デクラン・マクティーグ、ロリー・マクティーグ、グレッチェン・モル、ブレディ・ヌーン、コーナー・ヌーン、ケヴィン・オルーク、アレクサ・パラディノ、ジャクリーン・ペニーウィル、ヴィンセント・ピアッツァ、マイケル・ピット、マイケル・シャノン、ポール・スパークス、マイケル・スタールバーグ、ピーター・ヴァン・ワグナー、シア・ウィグハム、マイケル・ケネス・ウィリアムズ、アナトル・ユーゼフ
  - 『ブレイキング・バッド』
ジョナサン・バンクス、ベッツィ・ブラント、レイ・キャンベル、ブライアン・クランストン、ジャンカルロ・エスポジート、アンナ・ガン、RJ・ミッテ、ディーン・ノリス、ボブ・オデンカーク、アーロン・ポール
  - 『デクスター 警察官は殺人鬼』
ビリー・ブラウン、ジェニファー・カーペンター、ジョシュ・クック、エイミー・ガルシア、マイケル・C・ホール、コリン・ハンクス、デズモンド・ハリントン、リア・キルステッド、C・S・リー、エドワード・ジェームズ・オルモス、ジェームズ・レマー、ローレン・ヴェレス、デイヴィッド・ザヤス
  - 『ゲーム・オブ・スローンズ』
アムリタ・アチャリア、マーク・アディ、アルフィー・アレン、ジョセフ・アルティン、ショーン・ビーン、スーザン・ブラウン、エミリア・クラーク、ニコライ・コスター＝ワルドー、ピーター・ディンクレイジ、ロン・ドナキー、ミシェル・フェアリー、ジェローム・フリン、イリーズ・ゲイブル、エイダン・ギレン、ジャック・グリーソン、イアン・グレン、ジュリアン・グローヴァー、キット・ハリントン、レナ・ヘディ、アイザック・ヘンプステッド＝ライト、コンリース・ヒル、リチャード・マッデン、ジェイソン・モモア、ロリー・マッキャン、イアン・マッケルヒニー、ルーク・マキューアン、ロクサンヌ・マッキー、ダール・サリム、マーク・スタンリー、ドナルド・サンプター、ソフィー・ターナー、メイジー・ウィリアムズ
  - 『グッド・ワイフ』
クリスティーン・バランスキー、 ジョシュ・チャールズ、アラン・カミング、マット・ズークリー、ジュリアナ・マルグリーズ、クリス・ノース、アーチー・パンジャビ、グレアム・フィリップス、マッケンジー・ヴェガ

#### アンサンブル賞（コメディシリーズ部門）
- 『モダン・ファミリー』
オーブリー・アンダーソ＝エモンズ、ジュリー・ボーウェン、タイ・バーレル、ジェシー・タイラー・ファーガソン、ノーラン・グールド、サラ・ハイランド、エド・オニール、リコ・ロドリゲス、エリック・ストーンストリート、ソフィア・ヴェルガラ、アリエル・ウィンター
  - 『30 ROCK/サーティー・ロック』
スコット・アツィット、アレック・ボールドウィン、カトリーナ・ボウデン、ケヴィン・ブラウン、グリズ・チャップマン、ティナ・フェイ、ジュダ・フリードランダー、ジェーン・クラコウスキー、ジョン・ラッツ、ジャック・マクブレイヤー、トレイシー・モーガン、モーリク・パンチョリー、キース・パウエル
  - 『ビッグバン★セオリー/ギークなボクらの恋愛法則』
メイム・ビアリク、ケイリー・クオコ、ジョニー・ガレッキ、サイモン・ヘルバーグ、クナル・ネイヤー、ジム・パーソンズ、メリッサ・ローチ
  - 『glee/グリー』
ディアナ・アグロン、クリス・コルファー、ダレン・クリス、アシュリー・フィンク、ドット・マリー・ジョーンズ、ジェーン・リンチ、ジェイマ・メイズ、ケヴィン・マクヘイル、リア・ミシェル、コリー・モンティス、ヘザー・モリス、マシュー・モリソン、マイク・オマリー、コード・オーバーストリート、ローレン・ポッター、アンバー・ライリー、ナヤ・リヴェラ、マーク・サリング、ハリー・シャム・Jr、イクバル・テバ、ジェナ・アウシュコウィッツ
  - 『ザ・オフィス』
レスリー・デヴィッド・ベイカー、ブライアン・バウムガートナー、クリード・ブラットン, スティーヴ・カレル、ジェンナ・フィッシャー、ケイト・フラナリー、エド・ヘルムズ、ミンディ・カリング、エリー・ケンパー、アンジェラ・キンゼイ、ジョン・クラシンスキー、ポール・リーベルシュタイン、B・J・ノヴァク, オスカー・ヌニェス、クレイグ・ロビンソン、フィリス・スミス, レイン・ウィルソン、ザック・ウッズ

#### スタント・アンサンブル賞（テレビ）
- 『ゲーム・オブ・スローンズ』
  - 『デクスター 警察官は殺人鬼』
  - 『サウスランド』
  - 『スパルタカス ゴッド・オブ・アリーナ』
  - 『トゥルーブラッド』

## 統計

### 候補数統計

#### 映画
4個
- 『ヘルプ 〜心がつなぐストーリー〜』

3個
- 『アーティスト』

2個
- 『アルバート氏の人生』
- 『ブライズメイズ 史上最悪のウェディングプラン』
- 『ファミリー・ツリー』
- 『J・エドガー』
- 『マリリン 7日間の恋』

#### テレビ
5個
- 『モダン・ファミリー』

3個
- 『30 ROCK/サーティー・ロック』
- 『デクスター 警察官は殺人鬼』

2個
- 『ボードウォーク・エンパイア 欲望の街』
- 『ブレイキング・バッド』
- 『ゲーム・オブ・スローンズ』
- 『グッド・ワイフ』
- The Office

### 受賞数統計
3個
- 『ヘルプ 〜心がつなぐストーリー〜』

2個
- 『ボードウォーク・エンパイア 欲望の街』